# Georges Dupret
Georges Jean-Baptiste Dupret (Elsene, 28 augustus 1850 - Brussel, 18 april 1930) was een Belgisch senator.

## Levensloop
Georges Dupret werd kandidaat notaris en beheerder van vennootschappen.
Hij werd erevoorzitter van het Algemeen Syndicaat van Reizigers, Bedienden, Handelaars en Patroons.
In 1902 werd hij katholiek senator voor het arrondissement Brussel, een mandaat dat hij uitoefende eerst tot in 1904 en vervolgens van 1904 tot enkele maanden voor zijn dood. In 1904 was eigenlijk de socialist Ferdinand Elbers verkozen, maar zijn verkiezing werd ongeldig verklaard omdat hij niet aan de verkiesbaarheidsvoorwaarden voldeed.
Hij is begraven in het familiegraf in Meerle.

## Publicatie
- Les origines de l'Exposition de Bruxelles, Brussel, 1910.